# Ian Wilson
Ian Wilson, född 23 april 1939 i London, död den 20 januari 2021 i London, var en brittisk filmfotograf.
Wilson nominerades till en BAFTA Award 1982 för The Flame Trees of Thika. Han har också nominerats till en Guldbagge 1999 i kategorin Bästa foto för sin medverkan i Hela härligheten samt en Emmy 2000 för En julsaga.